# Tricladiopsis foliosa
Tricladiopsis foliosa är en svampart som beskrevs av Descals 1982. Tricladiopsis foliosa ingår i släktet Tricladiopsis, divisionen sporsäcksvampar och riket svampar.   Inga underarter finns listade i Catalogue of Life.